# La Situation (journal)
Pour les articles homonymes, voir La Situation.
La Situation est un journal français commandité par le roi Georges V de Hanovre et publié entre 1867 et 1868.

## Histoire
La montée en puissance de la Prusse, manifeste au lendemain de la guerre austro-prussienne et de la signature du traité de Prague (1866), inquiète de plus en plus l'empereur Napoléon III, dont la « politique des pourboires » est contrecarrée par le ministre-président prussien, Otto von Bismarck.
Afin de préparer l'opinion publique française à un futur conflit franco-prussien, la création d'un nouveau journal officieux est envisagée. Pour donner à cette propagande anti-prussienne l'apparence d'une politique de justice en faveur des États allemands vaincus par Guillaume Ier, il est décidé de solliciter l'aide financière du roi Georges V de Hanovre. Celui-ci vit alors en exil à Hietzing, près de Vienne, et compte employer d'importants moyens à la reconquête de son royaume, annexé par la Prusse, qui l'a également privé d'une part importante de sa fortune (les « fonds guelfes »).

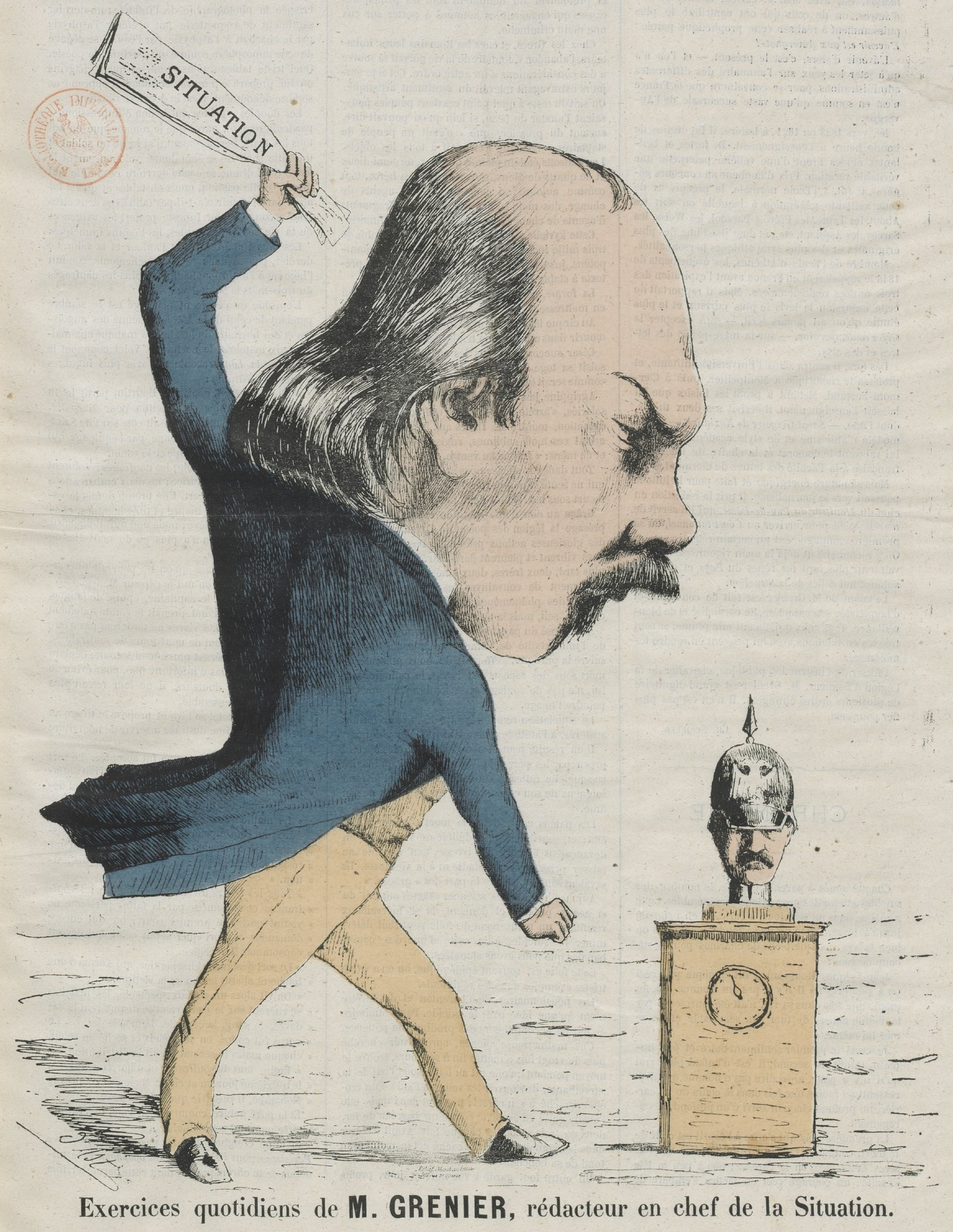
Caricature d'Antoine Grenier, rédacteur en chef de La Situation (L'Indépendance parisienne, 29 mars 1868)

Cette mission est confiée à Léon Pujol, auparavant chef du bureau de la presse au ministère de l'Intérieur, actif dans les journaux officieux et originaire d'un autre État annexé par la Prusse, le duché de Holstein. Il arrive ainsi à Hietzing en février 1867, discrètement appuyé par l'ambassadeur de France, le duc de Gramont, et muni d'une lettre de recommandation écrite par Maximilian von Gagern (en), haut fonctionnaire du ministère autrichien des Affaires étrangères, à destination de son ami le comte Adolf von Platen-Hallermund (d), ministre des Affaires étrangères du gouvernement en exil hanovrien. Malgré les hésitations du comte de Platen, Georges V accepte de financer le journal à hauteur de 1 500 000 francs, transférés via la banque Hottinguer en vertu d'un traité signé peu de temps après entre Hollander et l'homme de paille du roi, Hattensauer, ex-diplomate de la légation hanovrienne en France.
Le premier numéro de La Situation, journal politique quotidien du soir, devait paraître le 1er juillet 1867, mais l'enchaînement des événements, notamment pendant la crise luxembourgeoise, pousse son directeur-gérant, Hollander, à avancer ce lancement au 9 juin. Dans son programme, Hollander déclare que le quotidien a pour but de « défendre le droit contre la force » et de protester, « au nom de l'Allemagne elle-même, contre le système de M. de Bismarck, si bien baptisé par son auteur la politique de fer et de sang, contre l'annexion violente de Francfort, de Nassau, du Hanovre et de la Hesse ».
Phtisique, Hollander peine à diriger efficacement la Situation, dont la politique anti-prussienne est quelquefois jugée excessive et contreproductive par l'entourage de Georges V, qui n'est pas enchanté de constater la présence, au sein de la rédaction, de journalistes socialistes tels que Jules Vallès ou Ganeras, ami de Louis Blanc. Malgré un feuilleton commandé à Alexandre Dumas et intitulé La Terreur prussienne, le journal ne rencontre pas le succès escompté et compte moins de 200 lecteurs.
Après la mort de Hollander, survenue le 26 septembre, la gérance est provisoirement confiée à Léon Pujol (d), secrétaire de la rédaction. Le comte de Platen envoie alors Oskar von Meding à Paris, avec pour mission de liquider le journal. Cependant, les engagements pris par Hollander ainsi que la crainte du scandale que pourrait provoquer leur rupture, contraignent les Hanovriens à permettre la continuation du quotidien, placé dès le 16 octobre sous la direction d'Antoine Grenier, jusqu'alors rédacteur en chef. Ce n'est donc que le 9 avril 1868 que le journal cesse de paraître. Sur les 1 500 000 de francs investis par le roi, seuls 700 000 ont pu être récupérés.

## Collaborateurs
- Edmond About[10],[11]
- Arthur Arnould[11]
- Frédéric Béchard[10]
- Émile Blavet[10],[11]
- Georges Cavalier[11]
- Anatole Claveau[11]
- Alexandre Dumas[2],[11]
- Paul Féval[10]
- Édouard Fournier[10]
- Émile Gaboriau[10]
- Ganeras[5]
- A. Genevay[12],[11]
- Antoine Grenier[5]
- Jules Guesde[11]
- Charles Joliet[11]
- Benoît Jouvin[10]
- Fernand Langlé[11]
- Jules Noriac[10],[11]
- Jules Richard[10],[11]
- Paul Perret[11]
- Léon Pujol (d)[11]
- Auguste Abraham Rolland[12],[10]
- Francisque Sarcey[11]
- Édouard-Auguste Spoll (d)[13]
- Jules Vallès[5],[11]
- Eugène Vermersch[11]
- Nicolas Villiaumé[12]
- Émile Zola[14]